# Мішель Дюссьє
Мішель Дюссьє (фр. Michel Dussuyer, нар. 28 травня 1959, Канни, Франція) — французький футболіст, що грав на позиції воротаря. По завершенні ігрової кар'єри — тренер.

## Ігрова кар'єра
У дорослому футболі дебютував 1978 року виступами за команду «Канн», в якій провів три сезони, взявши участь у 66 матчах чемпіонату.
Згодом з 1981 по 1984 рік грав у складі «Ніцци» та «Олімпіка» (Алес).
1984 року повернувся до клубу «Канн», за який відіграв 12 сезонів. Завершив професійну кар'єру футболіста виступами за команду «Канн» 1996 року.

## Кар'єра тренера
У 1996 році, завершившм свою кар'єру футболіста, Дюссьє був призначений помічником менеджера команди «Канн». Мішель займав дану посаду до 2002 року, а потім поїхав працювати до Гвінеї. Там Дюссо став головним менеджером національної команди, з якою став чвертьфіналістом кубка африканських націй 2004 року — їх кращий результат за останні 30 років, але він пішов у відставку в березні 2004 року, посилаючись на сімейні причини.
У 2006 році Дюссьє працював помічником головного тренера збірної Кот-д'Івуару Анрі Мішеля на кубку африканських націй 2006 року, де помаранчеві стали фіналістами турніру. 
Незабаром Дюссьє повернувся в «Канн», де став уже головним тренером. Правда, свій пост француз займав усього лише один сезон 2006/07 і не зміг підняти команду з третього французького дивізіону. 
В червні 2008 року Дюссьє підписав контракт з національною збірною Беніну, де пробув до 2010 року. Проваливши Кубок африканських націй 2010 року (одне очко у групі), тренер був звільнений в лютому 2010 року поряд з іншими членами тренерського штабу. Він стверджував, що він не був поінформований про його звільнення від бенінської федерації футболу.
У травні 2010 року Мішель повернувся в збірну Гвінеї, де працював до кінця 2013 року, після чого покинув посаду, але вже був в лютому 2014 року знову призначений головним тренером. Після виходу з Гвінеєю до чвертьфіналу на Кубку африканських націй 2015 року остаточно покинув збірну.
20 липня 2015 року очолив збірну Кот-д'Івуару.